# Maarif (M'Sila)
Pour les articles homonymes, voir Maarif.
Maarif est une commune de la wilaya de M'Sila, en Algérie, située dans la région des Hauts Plateaux, à 240 km au sud-est d'Alger.

## Géographie

### Situation
Le territoire de la commune de Maarif est situé au centre de la wilaya de M'Sila, à environ 37 km au sud-ouest de M'Sila et à 33 km au nord-est de Bou Saâda.
| Chellal           | Chellal               | Chellal  |
| Ouled Sidi Brahim | Maarif                | Khoubana |
| Ouled Sidi Brahim | Bou Saâda, El Houamed | Khoubana |

### Relief et hydrographie

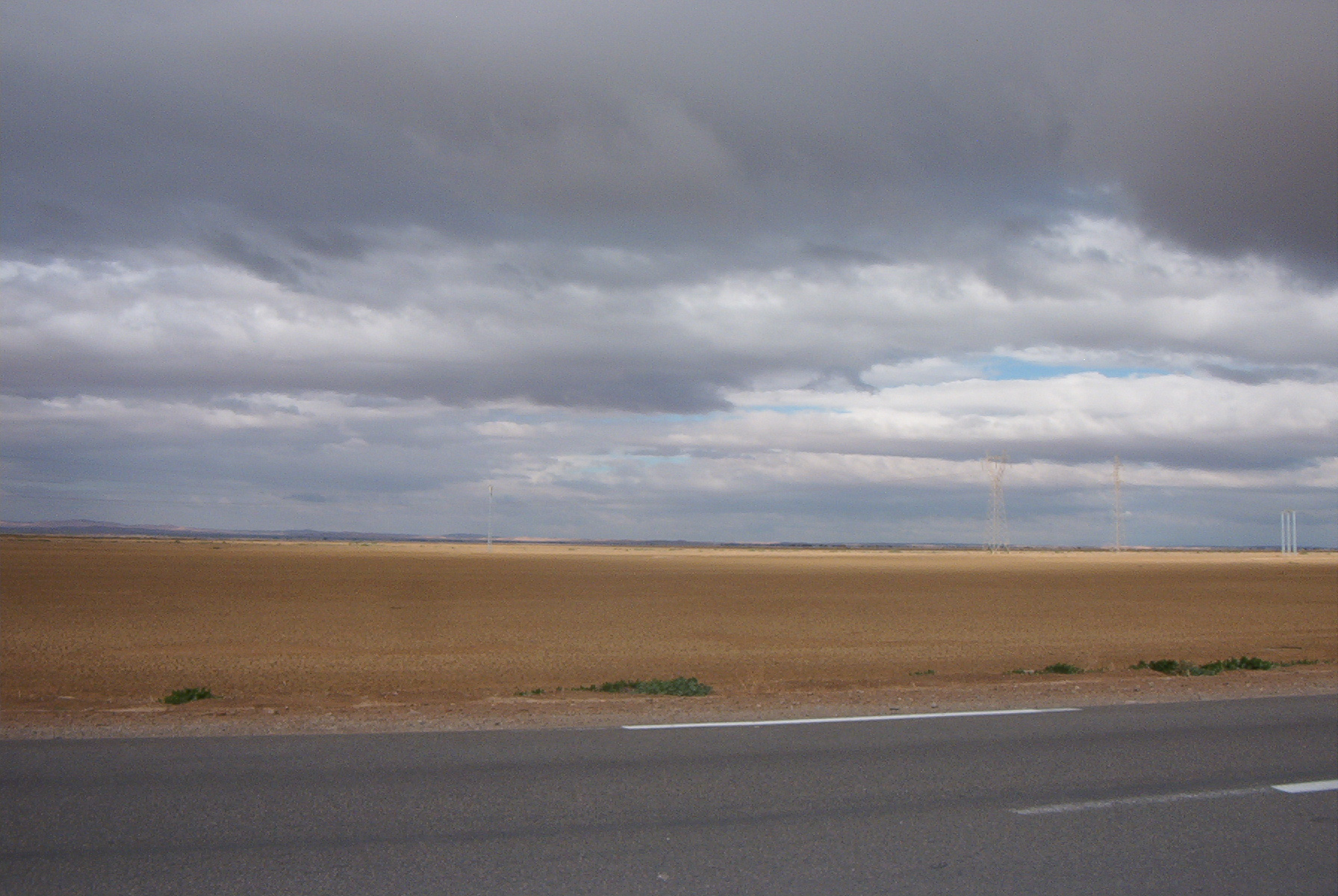
Le Chott el Hodna près de Baniou

La commune de Maarif est située dans la partie centrale de la région géographique des Hauts Plateaux, dans la plaine de Hodna, à une altitude moyenne de 400 m, à l'ouest du Chott el Hodna.

### Transports
La commune de Maarif est traversée, du nord au sud, par la route nationale 45 qui relie Bordj Bou Arreridj à Bou Saâda.
L'aéroport de Bou Saâda est situé à 2 km au sud-ouest de Marrif, principale localité de la commune.

### Localités de la commune
Lors du découpage administratif de 1984, la commune de Maarif est constituée à partir des localités suivantes : Adhia, Baniou, Dahdhia, El Baala, Emdjadet, Loudani, Maarif Ancien, Ouled Maatoug et village agricole Maarif.

## Population
La commune de Maarif est habitée par deux grandes tribus de la région de M'Sila : les Maarif et les Baniou.

## Démographie

### Pyramide des âges
La pyramide des âges établie pour Maarif en 2008 est sensiblement identique à celle établie pour l’ensemble de la wilaya de M'Sila.
À l'instar de la population algérienne, la population de la commune est jeune, 45,17 % a moins de 20 ans. La tranche d'âge comprise entre 20 et 59 ans représente la moitié de la population de la commune, soit 49,29 %. Corolairement, la population de 60 ans et plus est très faible, seulement 5,53 % de la population totale de la commune.
| Hommes | Classe d’âge | Femmes |
| ------ | ------------ | ------ |
| 0,44   | 80 ans et +  | 0,37   |
| 1,21   | 70 à 79 ans  | 0,86   |
| 1,28   | 60 à 69 ans  | 1,38   |
| 3,25   | 50 à 59 ans  | 2,73   |
| 4,01   | 40 à 49 ans  | 4,39   |
| 6,92   | 30 à 39 ans  | 5,62   |
| 11,65  | 20 à 29 ans  | 10,61  |
| 11,91  | 10 à 19 ans  | 12,01  |
| 10,92  | 0 à 9 ans    | 10,32  |
| 0      | nd           | 0,02   |

| Hommes | Classe d’âge | Femmes |
| ------ | ------------ | ------ |
| 0,45   | 80 et +      | 0,35   |
| 1,11   | 70 à 79 ans  | 0,94   |
| 1,52   | 60 à 69 ans  | 1,44   |
| 2,98   | 50 à 59 ans  | 2,87   |
| 4,53   | 40 à 49 ans  | 4,48   |
| 6,77   | 30 à 39 ans  | 6,60   |
| 10,99  | 20 à 29 ans  | 10,79  |
| 11,73  | 10 à 19 ans  | 11,29  |
| 10,86  | 0 à 9 ans    | 10,28  |
| 0,01   | nd           | 0,01   |

### Évolution démographique
| 1998,  | 2008   |
| ------ | ------ |
| 10 990 | 13 269 |

## Économie

### Agriculture
Le sol de la commune est particulièrement fertile et convient à toutes les cultures grâce aux ressources en eau importantes.